# أليسون تورنبول
أليسون تورنبول (بالإنجليزية: Alison Turnbull)‏ هي رسامة بريطانية، ولدت في 16 مارس 1956 في بوغوتا في كولومبيا.